# Lillebonne
Lillebonne [lilbɔn] ist eine französische Gemeinde mit 8.708 Einwohnern (Stand 1. Januar 2022) im Département Seine-Maritime in der Region Normandie. Sie gehört zum Arrondissement Le Havre und zum Kanton Bolbec. Das Gemeindegebiet wird vom Flüsschen Commerce durchquert, das hier auch in die Seine einmündet.

## Geschichte

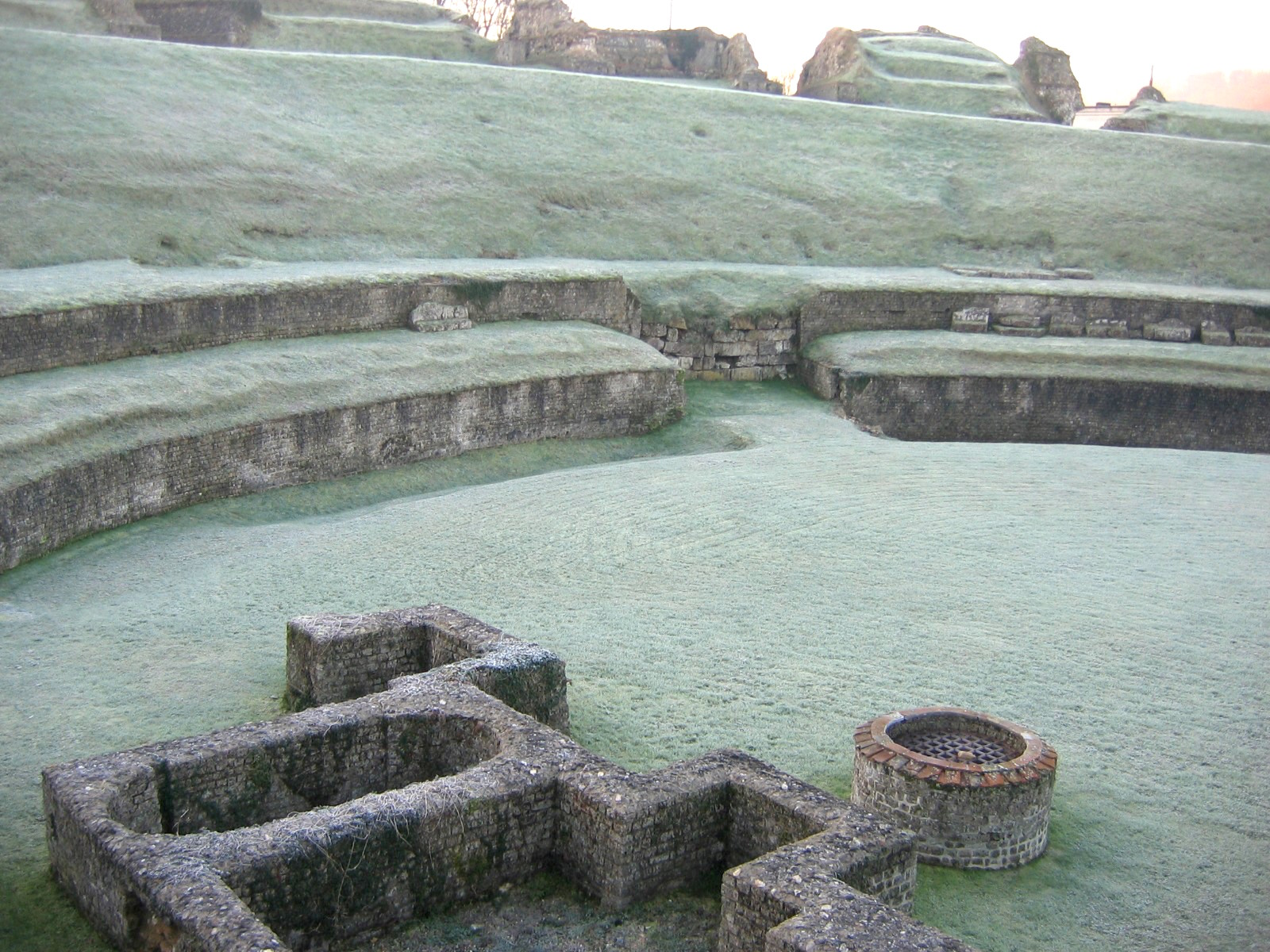
Römisches Theater

### Antike
Lillebonne war eine Zeit lang Hauptort des gallischen Stamms der Caleten. In gallorömischer Zeit hieß der Ort „Juliobona“ und wird unter diesem Namen von Claudius Ptolemäus erwähnt (II, 8 , 11). Juliobona besaß ein Amphitheater, ein Mithräum und Thermen. Die Steine dieser Bauwerke wurden in den folgenden Jahrhunderten für Stadtmauern und den Bau der Abtei Jumièges verwendet. In spätrömischer Zeit war in Juliobona eine römische Garnison stationiert.

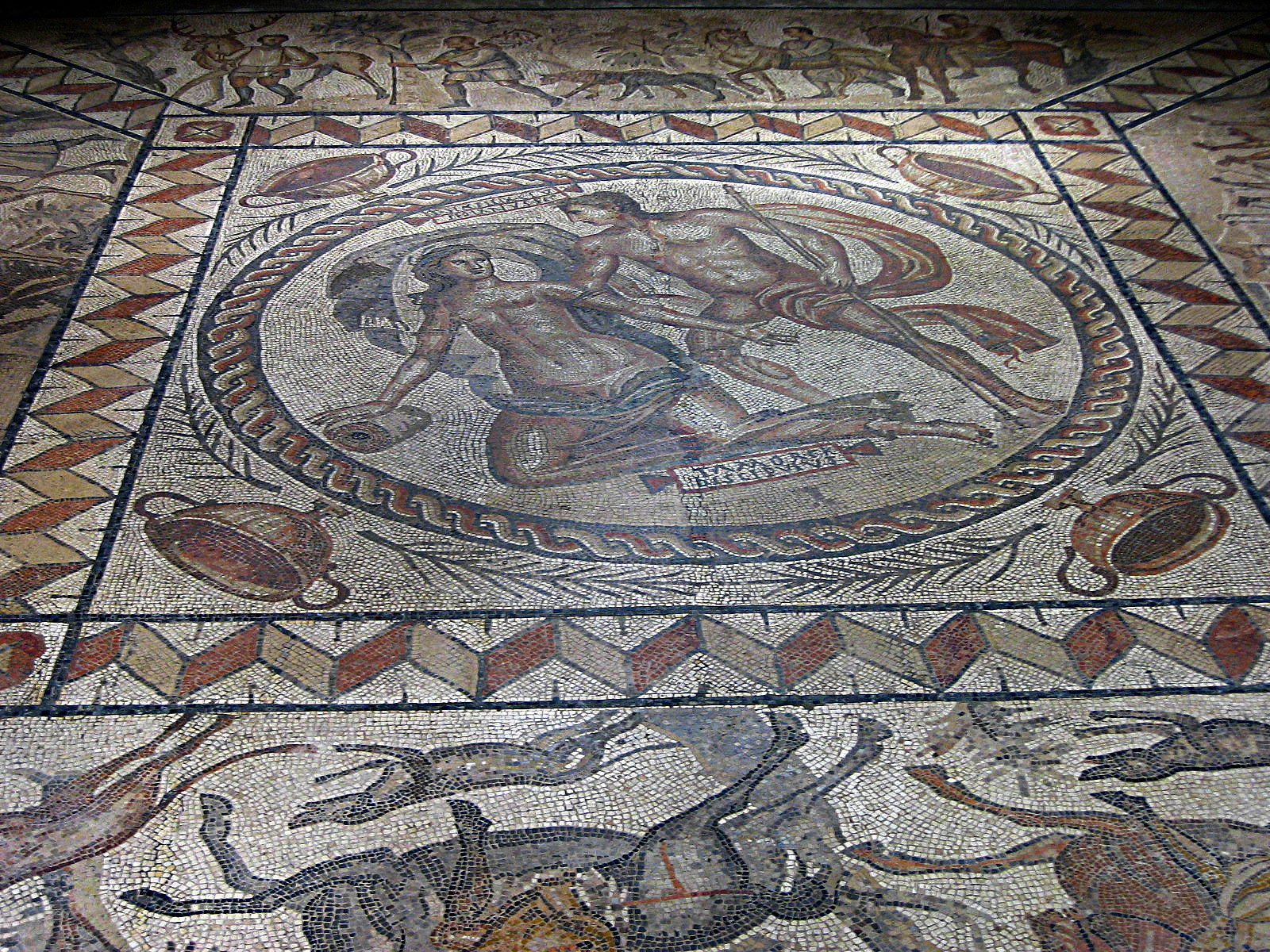
Orpheus-Mosaik, Musée des antiquités de la Seine-Maritime

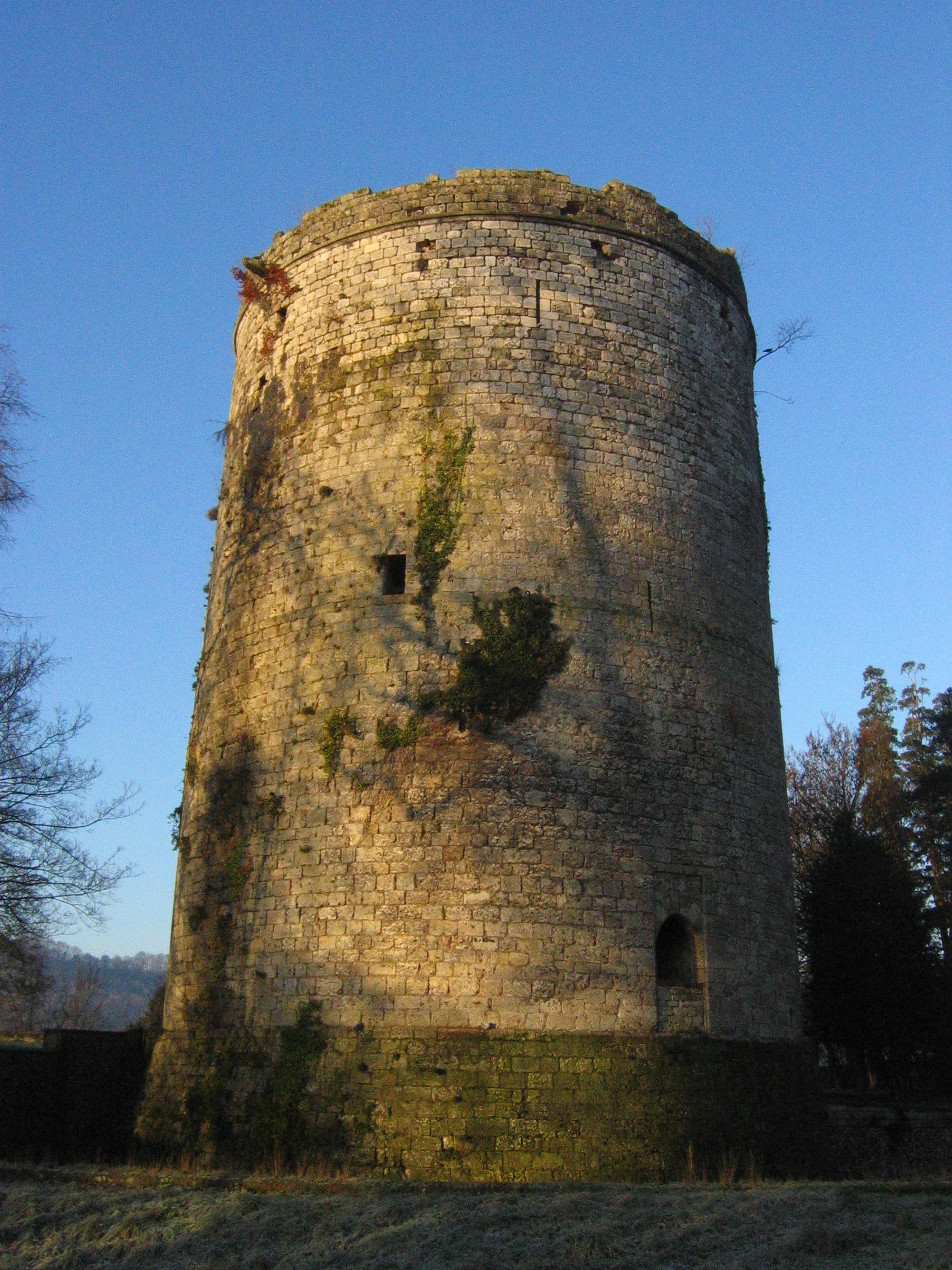
Donjon Philipp II Augustus

### Weitere Chronologie
- 9. Jahrhundert: Überfälle der Wikinger
- 11. Jahrhundert: Bau der Burg durch Wilhelm den Eroberer mit einem quadratischen Bergfried; auf dieser Burg wurde die Normannische Eroberung Englands geplant.
- 1123: Lillebonne geht an die Familie Harcourt
- 1180/1223: Regierungszeit des Königs Philipp II. Augustus; Bau des runden Donjons
- 1415–1449: Englische Besatzung
- 1517: Bau der Kirche Notre-Dame
- 1700: Die Grafschaft Lillebonne wird zum Herzogtum Lillebonne erhoben

…
- Juni 1940: die Wehrmacht erobert im Westfeldzug Nordfrankreich; am 22. Juni unterschreibt Frankreich einen kapitulationsähnlichen Waffenstillstand.
- Am 1. September 1944 ziehen britische Truppen (49. Division) auf dem Weg nach Le Havre durch Lillebonne; die Wehrmacht hat sich zuvor zurückgezogen.[1]

### Bevölkerungsentwicklung
| Bevölkerungsentwicklung | Bevölkerungsentwicklung | Bevölkerungsentwicklung | Bevölkerungsentwicklung | Bevölkerungsentwicklung | Bevölkerungsentwicklung | Bevölkerungsentwicklung | Bevölkerungsentwicklung | Bevölkerungsentwicklung |
| ----------------------- | ----------------------- | ----------------------- | ----------------------- | ----------------------- | ----------------------- | ----------------------- | ----------------------- | ----------------------- |
| Jahr                    | 1962                    | 1968                    | 1975                    | 1982                    | 1990                    | 1999                    | 2006                    | 2014                    |
| Einwohner               | 7.757                   | 9.615                   | 10.241                  | 9.622                   | 9.310                   | 9.738                   | 9.651                   | 9.018                   |

## Sehenswürdigkeiten
- Gallo-römisches Theater
- Burg
- Kirche Notre-Dame

## Verkehr

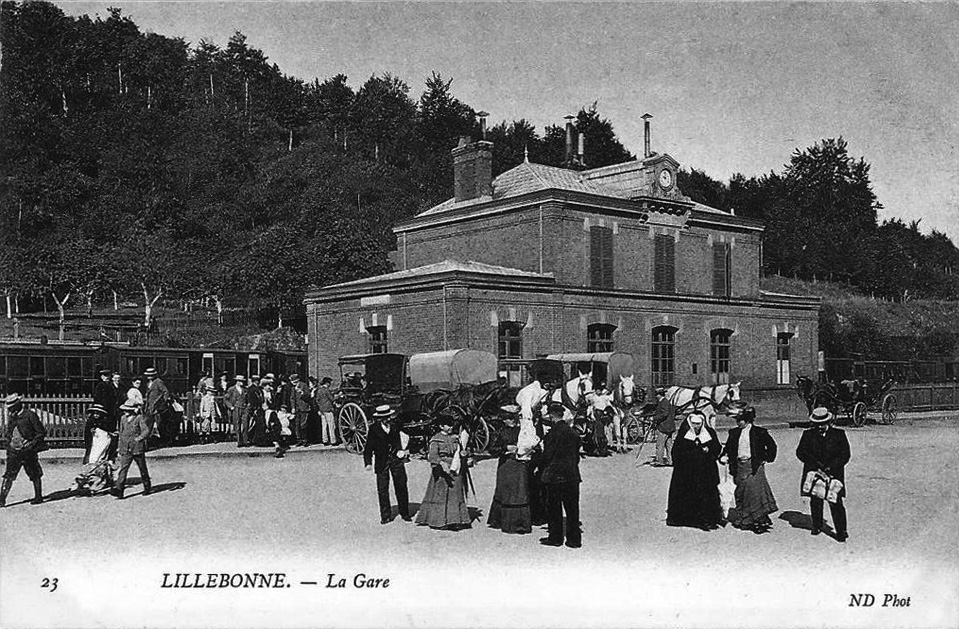
Der Bahnhof um 1900

Lillebonne hatte einen Bahnhof an der Bahnstrecke Bréauté-Beuzeville–Gravenchon-Port-Jérôme, deren entsprechender Abschnitt am 31. Juli 1882 von der Compagnie des chemins de fer de l’Ouest eröffnet wurde. Bis 1933 war er Endpunkt der Strecke, die dann über Lillebonne hinaus bis Notre-Dame-de-Gravenchon verlängert wurde. 1965 wurde der Bahnhof geschlossen, das Empfangsgebäude wurde anschließend abgebrochen. Auf der 1969 elektrifizierten Strecke herrscht heute reger Güterverkehr.

## Städtepartnerschaften
Lillebonne pflegt Städtepartnerschaften mit
- Immenstadt, Deutschland (seit 1960)
- Wellington, England (seit 1964)

Diese Städte sind auch untereinander durch Partnerschaften verbunden.

## Persönlichkeiten

### In Lillebonne geboren
- Albert Glatigny (1839–1873), Schauspieler und Schriftsteller
- Fernand Besançon (1897–1956), Generalleutnant, Generalinspektor der Artillerie
- Jean Flori (1936–2018), Historiker
- Annie Ernaux (* 1940), Schriftstellerin und Nobelpreisträgerin

### Mit Lillebonne verbunden
- Geoffrey Oryema (1953–2018), Musiker, lebte ab 1989 in Lillebonne